# سيمون وارنر
سيمون وارنر (بالإنجليزية: Simon Warner)‏ هو كاتب أغاني بريطاني، ولد في 1967 في ديكيليا كانتونمنت ‏ في المملكة المتحدة.

## وصلات خارجية
- سيمون وارنر على موقع ميوزك برينز (الإنجليزية)
- سيمون وارنر على موقع ديسكوغز (الإنجليزية)